# 브라이언 러셀
브라이언 러셀(Brian Russell, 본명: 브라이언 윌리엄 러셀, Brian William Russell, 1978년 2월 5일 ~ )은 2001년부터 2009년까지 내셔널 풋볼 리그(National Football League, NFL)에서 9시즌을 뛰었던 전직 미식축구 세이프티 선수이다. 2001년에 미네소타 바이킹스에 의해 드래프트되지 않은 FA로 계약되었고 휴스턴 텍사스를 위해 마지막으로 뛰었다. 펜실베이니아 대학교와 샌디에고 주립 대학교에서 대학 축구를 했다.
러셀은 또한 클리블랜드 브라운스, 시애틀 시호크스, 잭슨빌 재규어스에서 뛰었다.

## 대학 경력
러셀은 1997년 시즌에 레드셔츠를 입었다. 그는 1998년 시즌의 두 번째 경기에서 샌디에이고 스테이트의 선발 쿼터백을 맡았다(부상당한 선발 투수 스펜서 브린턴 교체). 러셀은 남은 시즌 동안 Aztecs를 쿼터백으로 이끌었고 7 시즌 만에 학교의 첫 볼 출전 인 라스베이거스볼로 이끌었다. 특히 그는 시즌 동안 총 5번의 돌진 터치다운을 기록했는데, 이는 1981년 이후 SDSU 쿼터백에 의한 가장 많은 기록이다.
러셀은 1999년을 팀의 시작 QB로 시작했지만 자신의 기술 세트에 더 적합한 안전으로 전환하라는 요청을 받아 JUCO 이적 잭 홀리가 QB 책임을 맡을 수 있도록 했다. 뛰어난 운동 능력으로 인해 러셀은 즉시 프리 세이프티에서 선발 투수가되어 윌 뎀프스와 함께 뛰었다. 수비수로서의 첫 경기에서 그는 연속 솔로 스톱 3개를 포함해 10번의 태클을 성공시켰다. 그의 시니어 시즌(2000)은 탄탄했고 68번의 태클(41번의 솔로)을 기록했으며 2번의 펌블을 회복하고 1번의 패스를 차단했다. 그의 노력으로 그는 올 마운틴 웨스트 콘퍼런스로 지명되었다.